# Список музеїв Запорізької області
Список музеїв, розташованих на території Запорізької області.
|    | Назва                                                        | Місцезнаходження     |
| -- | ------------------------------------------------------------ | -------------------- |
| 1  | Запорізький краєзнавчий музей                                | Запоріжжя            |
| 2  | Запорізький обласний художній музей                          | Запоріжжя            |
| 3  | Історико-культурний комплекс «Запорозька Січ»                | Запоріжжя            |
| 4  | Музей історії запорозького козацтва                          | Запоріжжя            |
| 5  | Музей історії зброї                                          | Запоріжжя            |
| 6  | Музей техніки Богуслаєва                                     | Запоріжжя            |
| 7  | Музей техніки «Фаетон»                                       | Запоріжжя            |
| 8  | Бердянський краєзнавчий музей                                | Бердянськ            |
| 9  | Бердянський художній музей ім. І. І. Бродського              | Бердянськ            |
| 10 | Меморіальний будинок-музей П. П. Шмідта                      | Бердянськ            |
| 11 | Музей «Подвиг»                                               | Бердянськ            |
| 12 | Музей історії міста Бердянська                               | Бердянськ            |
| 13 | Вільнянський районний краєзнавчий музей                      | Вільнянськ           |
| 14 | Гуляйпільський краєзнавчий музей                             | Гуляйполе            |
| 15 | Приазовський краєзнавчий музей                               | Приазовське          |
| 16 | Садиба Попова                                                | Василівка            |
| 17 | Кам'янсько-дніпровський міський історико-археологічний музей | Кам'янка-Дніпровська |
| 18 | Якимівський районний історико-краєзнавчий музей              | Якимівка             |
| 19 | Балківський історико-краєзнавчий музей                       | Балки                |
| 20 | Районний історико-краєзнавчий музей                          | Новомиколаївка       |
| 21 | Мелітопольський краєзнавчий музей                            | Мелітополь           |
| 22 | Пологівський районний краєзнавчий музей                      | Пологи               |
| 23 | Кам'яна Могила                                               | Мирне                |
| 24 | Більмацький краєзнавчий музей ім. М.Я. Гудини                | Гусарка              |
| 25 | Приморський районний краєзнавчий музей                       | Приморськ            |
| 26 | Чернігівський районний історичний музей                      | Чернігівка           |
| 27 | Розівський краєзнавчий музей                                 | Розівка              |
| 28 | Оріхівський краєзнавчий музей                                | Оріхів               |
| 29 | Дніпрорудненський краєзнавчий музей                          | Дніпрорудне          |